# باولا إل. وودز
باولا إل. وودز (بالإنجليزية: Paula L. Woods)‏ (1953، لوس أنجلوس في الولايات المتحدة)؛ روائية أمريكية.